# Phil Rudd
Phillip Hugh Norman Rudd (nascido Phillip Hugh Norman Witschke Rudzevecuis, Melbourne, Austrália, 19 de maio de 1954), mais conhecido como Phil Rudd, é um baterista australiano membro da banda AC/DC. 

## Carreira
Rudd entrou no AC/DC em 1975 e ficou até 1983, quando houve um desentendimento com Malcolm Young. Outro motivo associado à sua saída foram os vícios de drogas e bebidas. Phil faz uso do backbeat, com ênfase nos tempos 2 e 4 de um compasso de 4 tempos, que marcou o som do AC/DC.
Em 1991 durante a turnê do álbum The Razors Edge, Phil recebeu um convite vindo de Malcolm Young para retornar ao AC/DC, onde gravou o disco Ballbreaker em 1995.
Ele continuou na banda e participou dos seguintes trabalhos. Porém em 2015, o mesmo sofreu diversas acusações criminais e foi sentenciado a 8 meses de prisão domiciliar, o que novamente o tirou da banda.
Phil retornou ao AC/DC em 2020. Ele gravou o álbum Power Up, e continua na banda até a atualidade.
Em 2025, Phil Rudd, o baterista do AC/DC, retornou aos palcos com um show especial na Nova Zelândia, tocando com a Full Metal Orchestra. O show, que ocorreu na Spark Arena em Auckland, contou com clássicos do AC/DC, como "Thunderstruck" , "Back in Black" e It’s a Long Way to the Top (If You Wanna Rock ’n’ Roll)

Rudd, que estava afastado dos holofotes, fez sua performance em julho, com ingressos esgotados. A apresentação foi elogiada por fãs e críticos, marcando um retorno triunfal do músico. Além de músicas do AC/DC, o show incluiu uma orquestra completa, com arranjos especiais para os clássicos do rock. 